# تربیع دایره
تربیع دایره (به انگلیسی: Squaring the circle)مسئله‌ای است که توسط هندسه‌دانان باستانی مورد مناقشه قرار گرفته‌است. این مسئله عبارت است از ساختن مربعی با مساحت یک دایره داده شده در تعداد متناهی مرحله با استفاده از خط‌کش و پرگار. دشواری مسئله این سؤال را مطرح می‌کند که آیا اصول هندسه اقلیدسی که وجود این خطوط و دایره‌ها را اثبات‌کند می‌تواند وجود چنین مربعی را اثبات‌کند.
در سال ۱۸۸۲، قضیه لیدمان-وایرشتراس ثابت‌کرد که پی ({\displaystyle \pi }) یک عدد متعالی است نه یک عدد جبری نامنظم یعنی ثابت می‌کند که پی ({\displaystyle \pi }) ریشه یک چند جمله ای باضرایب گویا نیست. با استفاده از این قضیه ثابت می‌شود که تربیع دایره نیز غیرممکن است. برای دهه‌ها می‌دانستند که اگر {\displaystyle \pi } یک عدد متعالی باشد، این کار (تربیع دایره) غیرممکن خواهد بود، اما متعالی بودن {\displaystyle \pi } تا سال ۱۸۸۲ ثابت نشد. اگرچه، تربیع تقریبی با هر دقت داده شده‌ای، در تعداد محدودی از مراحل ممکن است، زیرا اعداد گویا بسیاری نزدیک به {\displaystyle \pi } موجود هستند.
گاهی از عبارت «تربیع دایره» به عنوان استعاره‌ای برای تلاش برای انجام کاری غیرممکن استفاده می‌شود (خصوصاً در زبان انگلیسی).
اصطلاح مربع‌سازی دایره گاهی به معنای همان مربع کردن دایره استفاده می‌شود، اما ممکن است به روش‌های تقریبی یا عددی برای یافتن مساحت یک دایره نیز اشاره داشته باشد.

## تاریخ
روش‌هایی برای تقریب مساحت یک دایره معین با یک مربع، که می‌توان آن را به‌عنوان مسئله‌ای اولیه برای تربیع دایره در نظر گرفت، قبلاً برای ریاضیدانان بابلی مطرح بود. پاپیروس رایند مصری (مورخ ۱۸۰۰قبل از میلاد) مساحت یک دایره را عنوان می‌کند:  2d64/81 که d قطر دایره است. در اصطلاح مدرن، معادل تقریب {\displaystyle \pi } به256/81 (تقریباً ۳٫۱۶۰۵)، عددی است که در پاپیروس قدیمی‌تر، پاپیروس مسکو، ظاهر شده و برای تقریب حجم استفاده می‌شده‌است (یعنی هکات (واحد حجم)). ریاضیدانان هندی نیز روشی تقریبی پیدا کردند که البته در شولبا سوتراه ثبت شده‌است. ارشمیدس اثبات کرد فرمول مساحت یک دایره A = {\displaystyle \pi }r2 که در آن r شعاع دایره است و مقدار {\displaystyle \pi } را بین 3+1/7 (تقریباً ۳٫۱۴۲۹) و3+10/71 (تقریباً ۳٫۱۴۰۸) درنظر گرفت. برای اطلاعات بیشتر در مورد تاریخچه، تقریب عددی مقدار {\displaystyle \pi } را ببینید.
اولین یونانی شناخته شده که با این مسئله دست‌وپنجه نرم کرد آناکساگوراس بود که در زندان روی آن کار می‌کرد. بقراط خیوسی خطوط مشخصی را مربع کرد، به این امید که به راه حلی برسد (برای اطلاعات بیشتر مقاله هلال بقراط را ببینید). آنتیفون سوفسطایی معتقد بود که نوشتن چندضلعی‌های منتظم در یک دایره و دو برابر کردن تعداد ضلع‌ها در نهایت مساحت دایره را پر می‌کند و از آنجایی که یک چند ضلعی را می‌توان تربیع کرد، به این معنی است که دایره را نیز می‌توان تربیع کرد. حتی در آن زمان نیز افراد شکاکی وجود داشتند، من‌جمله اودموس رودسی، استدلال می‌کردند که اندازه‌ها را نمی‌توان بدون محدودیت تقسیم کرد، بنابراین مساحت دایره هرگز پر نمی‌شود. این مشکل حتی در نمایشنامه پرندگان آریستوفان نیز ذکر شد.
اعتقاد بر این است که اونوپیدس اولین یونانی بود که به یک راه‌حل روی صفحه رسید (یعنی فقط با استفاده از پرگاروخط‌کش). جیمز گرگوری، سال ۱۶۶۷ در مقاله Vera Circuli et Hyperbolae Quadratura (تربیع واقعی دایره و هذلولی) اثبات ناممکن بودن آن را انجام داد. اگرچه اثبات او دارای اشکال بود، اما این اولین مقاله ای بود که سعی در حل مسئله با استفاده از ویژگی‌های جبری عدد {\displaystyle \pi } داشت. تنها در سال ۱۸۸۲ بود که فردیناند فون لیندمان با برهان صحیح غیرممکن بودن آن را ثابت کرد.
چارلز لوتویج داجسون، ریاضی‌دان، منطق‌دان و نویسنده عصر ویکتوریایی، که بیشتر با نام مستعار لوئیس کارول می‌شد، نیز به رد کردن نظریه‌های غیرمنطقی تربیع دایره ابراز علاقه کرد. داجسون سال ۱۸۵۵، در یکی از یادداشت‌های روزانه‌اش، کتاب‌هایی را فهرست کرد که امیدوار بود بنویسد، از جمله کتابی به نام «حقایق ساده برای تربیع‌ها دایره». در مقدمه کتب «نظریه جدید موازی‌ها»، داجسون تلاشی را برای نشان دادن خطاهای منطقی به چند روش تربیع دایره را بازگو کرد و بیان کرد:
اولین مورد از این دو رویاپردازی‌های گمراه، من را پر از جاه طلبی کرد تا شاهکاری را انجام دهم که هرگز نشنیده بودم که توسط انسان انجام شده باشد، یعنی متقاعد کردن انجام تربیع دایره از خطای خود! مقداری که دوست من برای Pi انتخاب کرد ۳٫۲ بود: خطای عظیم، من را با این ایده وسوسه کرد که می‌توان به راحتی نشان داد که یک خطا است. متأسفانه بعد از چندین نامه‌نگاری قبل از اینکه کاری کنم متقاعد شدم که هیچ شانسی ندارم.
تمسخر تربیع دایره در کتاب بودجه پارادوکس‌های آگوستوس دمورگان که پس از مرگ توسط بیوه‌اش در سال ۱۸۷۲ منتشر شد، ظاهر می‌شود. او که در اصل این اثر را به‌عنوان مجموعه‌ای از مقالات در آتنئوم منتشر کرده بود، که در زمان مرگش آن را برای انتشار ویرایش می‌کرد. تربیع دایره که در قرن نوزدهم بسیار رایج بود، امروزه ندرتاً کسی از آن لذت می‌برد و اعتقاد بر این است که کار دمورگان به این امر کمک کرده‌است.
دو مشکل کلاسیک دیگر دوران باستان، که به دلیل غیرممکن بودن مشهور بودند، تضعیف مکعب و تثلیث زاویه بود. مانند تربیع دایره، این‌ها را نیز نمی‌توان با روش‌های پرگاروخط‌کش حل کرد. با این حال، بر خلاف تربیع دایره، آنها را می‌توان با روش‌ها کمی قدرتمندتر مانند اوریگامی حل کرد، همان‌طور که در هندسه تاکردن کاغذ توضیح داده شده‌است.

## عدم امکان
حل مسئله تربیع دایره توسط پرگار و خط‌کش مستلزم ترسیم جذر عدد {\displaystyle \pi } است. اگر جذر {\displaystyle \pi } قابل ترسیم باشد، از ساختارهای استاندارد می‌توان نتیجه گرفت که {\displaystyle \pi } نیز قابل ساخت است. در سال ۱۸۳۷، پیر ونزل نشان داد که طول‌هایی که می‌توان با پرگار و خط‌کش ساخت باید حل معادلات چندجمله ای خاص با ضرایب گویا باشد. بنابراین، طول‌های قابل‌رسم باید اعداد جبری باشند. اگر مشکل تربیع دایره را بتوان تنها با استفاده از پرگار و خط‌کش حل کرد، آنگاه {\displaystyle \pi } باید یک عدد جبری باشد. یوهان هاینریش لمبرت در سال ۱۷۶۱ حدس زد که {\displaystyle \pi } عدد جبری نیست، یعنی یک عدد متعالی است، او این کار را در همان مقاله ای انجام داد که در آن گنگ بودن آن را ثابت کرد، حتی قبل از اینکه وجود کلی اعداد متعالی ثابت شود. در سال ۱۸۸۲، فردیناند فون لیندمان متعالی بودن {\displaystyle \pi } را ثابت کرد و غیرممکن بودن ترسیم آن را را نشان داد.
متعالی بود {\displaystyle \pi } نتیجه می‌دهد که امکان دقیق تدویر مربع و تربیع دایره وجود ندارد.
البته می‌توان مربعی با مساحت دلخواه نزدیک به دایره ترسیم‌کرد. اگر یک عدد گویا به عنوان تقریبی از {\displaystyle \pi } داده شود، بسته به مقادیر انتخاب شده، تربیع دایره ممکن می‌شود. با این حال، این فقط یک تقریب است و محدودیت‌های قوانین باستانی برای حل مشکل را ارضاء نمی‌کند. چندین ریاضیدان الگوریتم‌های قابل اجرا بر اساس تقریب‌های مختلف را نشان داده‌اند.
با نادیده‌گرفتن بعضی از قواعد که منجر به معرفی یک ابزار جدید می‌شود، یا انجام نامتناهی عملیات با پرگاروخط‌کش یا تغییر اصول‌موضوعه، رفتن در دنیای هندسه‌های غیر اقلیدسی، تربیع دایره ممکن می‌شود. به عنوان مثال، تربیع هیپیاس، مانند مارپیچ ارشمیدسی، ابزاری را برای تربیع دایره و همچنین تثلیث زاویه فراهم می‌کند. اگر چه تربیع دایره را نمی‌توان در فضای اقلیدسی انجام داد، اما گاهی می‌توان در هندسه هذلولی تحت تعاریف مناسب این کار را کرد. از آنجایی که هیچ مربعی در صفحه هذلولی وجود ندارد، باید نقش آنها را توسط چهارضلعی‌های منتظم، یعنی چهارضلعی‌هایی که همه اضلاع و زوایای آن همگن هستند (اما این زوایا به شدت کوچکتر از زوایای قائم هستند) ایفا نمود. در صفحه هذلولی، بی‌نهایت جفت دایره‌های قابل‌ساخت و چهارضلعی منتظم قابل‌ساخت با مساحت مساوی وجود دارد که در نتیجه، تربیع دایره ممکن می‌شود. در این هندسه، هیچ روشی برای شروع با یک چهارضلعی منتظم و ساختن دایره با مساحت مساوی وجود ندارد. همچنین هیچ روشی برای شروع با یک دایره و ساختن یک چهارضلعی منتظم با مساحت مساوی وجود ندارد (حتی زمانی که دایره شعاع کمی داشته باشد به طوری که یک چهارضلعی منتظم مساحت مساوی وجود دارد).

## ترسیم‌ها تقریبی مدرن
اگرچه تربیع دایره با دقت کامل با استفاده از خط‌کش و پرگار یک مسئله غیرممکن است ولی می‌توان تقریبی برای تربیع دایره، با ساخت طول‌هایی نزدیک به {\displaystyle \pi }، که قابل ترسیم باشد ارائه نمود. برای تبدیل هر تقریب معینی از {\displaystyle \pi }، فقط حداقل دانش هندسه ابتدایی لازم است تا با استفاده از خط‌کش‌وپرگار، تربیع دایره را رسم کرد. اما مراحل ترسیم تقریبی در مقایسه با دقتی که به دست می‌آورند، بسیار طولانی هستند. پس از اینکه حل نشدن مسئله به‌طور دقیق ثابت شد، برخی از ریاضیدانان تلاش خود را برای یافتن تقریب‌هایی برای تربیع دایره به کار بردند، که به‌طور تقریبی و غیررسمی به عنوان ترسیم‌هایی که در میان سایر ترسیم‌های قابل تصوری که دقت مشابهی ارائه می‌دهند، بسیار ساده هستند.

### ترسیم کوچانسکی
یکی از اولین ترسیم‌ها تقریبی در تاریخ تقریب کوچانسکی است که تا ۴ رقم اعشار به {\displaystyle \pi } میل می‌کند. در زمان کشف این‌ترسیم بسیار شهودی بود(1685).

در دیاگرام سمت چپ:{\displaystyle |P_{3}P_{9}|=|P_{1}P_{2}|{\sqrt {{\frac {40}{3}}-2{\sqrt {3}}}}\approx 3.141\,5{\color {red}33\,338}\cdot |P_{1}P_{2}|\approx \pi r.}

### ترسیم توسط ژاکوب د گلدر

ترسیم ژاکوب د گلدر با ادامه آن

در سال ۱۸۴۹ یک ترسیم زیبا و ساده توسط ژاکوب د گلدر (۱۷۶۵–۱۸۴۸) در آرشیو گرونرت منتشر شد. این ترسیم ۶۴ سال زودتر از ترسیم قابل مقایسه، که توسط رامانوجان نشان داده‌شده‌بود، ارائه شد. این ترسیم بر اساس تقریب زیر است:
{\displaystyle \pi \approx {\frac {355}{113}}=3.141\;592{\color {red}\;920\;\ldots }}
این مقدار تا شش رقم اعشار دقیق است و از قرن پنجم در چین به عنوان کسر تسو چونگچی و در اروپا از قرن هفدهم شناخته شده‌است.
گلدر ضلع مربع را نساخته‌است. برای او کافی بود که مقدار زیر را بیابد:
{\displaystyle {\overline {AH}}={\frac {4^{2}}{7^{2}+8^{2}}}} .
تصویر مقابل - که در زیر توضیح داده شده‌است - ترسیم ژاکوب د گلدر را ادامه می‌دهد.
دو خط مرکزی عمود بر یکدیگر از یک دایره با شعاع CD = ۱ رسم کنید و نقاط تقاطع A و B را بگذارید. پاره خط CE = {\displaystyle {\tfrac {7}{8}}} را ثابت کرده و E را به A وصل کنید. روی پاره‌خط AE و از A نقطه F را به گونه‌ای تعیین کنید که خط AF = {\displaystyle {\tfrac {1}{2}}}شود. FG راموازی با CD رسم کنید و E را به G وصل کنید. FH را موازی با EG بکشید، آنگاهAH ={\displaystyle {\tfrac {4^{2}}{7^{2}+8^{2}}}}  . سپس ۴ پاره‌خط را به‌گونه‌ای رسم که BJ = CB و JK = AH. سپسAK را در L نصف کنید و از قضیه تالس حول L از A استفاده کنید که نقطه تقاطع M را به دست می‌آورد. پاره خط BM جذر AK و در نتیجه طول ضلع است. {\displaystyle a} اندازه ضلع مربع جستجو شده تقریباً با همان مساحت می‌باشد.
مثال‌هایی برای نشان دادن خطاها:
- در دایره ای به شعاع ۱۰۰ کیلومتر، خطا طول ضلع ۷٫۵ میلی‌متر است
- در مورد دایره ای با شعاع ۱متر، خطای مساحت ۰٫۳ میلی‌متر مربع است.

### ترسیم توسط هابسون
یکی از ترسیم‌ها تقریبی مدرن، ترسیم ارنت ویلیام هابسون در سال ۱۹۱۳ است. این ترسیم نسبتاً دقیق که در ترسیم بر مقدار تقریبی …۳٫۱۴۱۶۴۰۷۹ متکی بوده‌است که دقیقاً تا سه رقم اعشار را برآورد کرده‌است (یعنی آن را از {\displaystyle \pi } حدود ۴٫۸×۱۰−۵ متفاوت است).

ترسیم هابسون با ادامه

«برای ما …GH = r.1.77246 است که، و از 77245. ۱  =  {\displaystyle {\sqrt {\pi }}} می‌بینیم که GH بزرگتر از ضلع مربعی است که مساحت آن با دایره کمتر از دویست هزارم شعاع برابر است.»
هابسون در ترسیم خود به {\displaystyle \pi } اشاره ای نمی‌کند. تصویر سمت راست ترسیم هابسون را با ادامه نشان می‌دهد.

### ترسیم رامانوجان
ریاضی‌دان هندی سرینیواسا رامانوجان در سال ۱۹۱۳، کارل اولدز در سال ۱۹۶۳، مارتین گاردنر در سال ۱۹۶۶ و بنجامین بولد در سال ۱۹۸۲ همگی ترسیم‌ها هندسی برای عدد زیر ارائه کردند:
{\displaystyle {\frac {355}{113}}=3.141\;592{\color {red}\;920\;\ldots }}
که تا شش رقم اعشار {\displaystyle \pi } برابر است.
در سال ۱۹۱۴، رامانوجان ترسیم با خط‌کش‌وپرگار را ارائه داد که معادلاً با در نظر گرفتن مقدار تقریبی {\displaystyle \pi } بود.
{\displaystyle \left(9^{2}+{\frac {19^{2}}{22}}\right)^{\frac {1}{4}}={\sqrt[{4}]{\frac {2143}{22}}}=3.141\;592\;65{\color {red}2\;582\;\ldots }}
دادن هشت رقم اعشار {\displaystyle \pi }. او ترسیم خود را تا زمان ساخت قسمت پاره‌خط OS به صورت زیر ارائه داده‌است:
"فرض کنید AB (شکل سمت چپ) قطر دایره‌ای، که مرکز آن O است، باشد. هلال ACB را در C نصف کنید و AO را در T ثلث‌کنید. BC را وصل کنید و CM و MN مساوی با AT را از BC جدا کنید. AM و AN را وصل‌کنید و از AP برابر با AM جدا کنید. از P پاره‌خط PQ را موازی با MN و متقاطع با AM در Q رسم کنید. OQ را وصل کنید و از طریق T پاره‌خط TR را موازی با OQ و متقاطع با AQ در R رسم کنید. AS را عمود بر AO و برابر با AR رسم کنید و به OS وصل‌کنید. سپس میانگین تناسب بین OS و OB تقریباً برابر با یک ششم محیط خواهد بود، زمانی که قطر ۸۰۰۰ مایل طول دارد، خطا کمتر از یک دوازدهم اینچ است. "
در این تربیع، رامانوجان طول ضلع مربع را نسازد، فقط کافی بود پاره‌خط OS را نشان دهد. در ادامه ترسیم، از پاره‌خط OS همراه با پاره‌خط OB برای نشان دادن میانگین تناسبات (پاره‌خط قرمز OE) استفاده شده‌است.

ترسیم تقریبی روش رامانوجان در ۱۹۱۴ برای تربیع دایره، با ادامه ترسیم (خطوط چین، خط قرمز متناسب).

ادامه ترسیم تا طول ضلع مورد نظر a مربع:
AB را از A امتداد دهید و قوس دایره ای b 1 را، که متعلق به دایره ای با مرکز O و شعاع OS است، تقاطع دهید و در نتیجه 'S حاصل می‌شود. پاره‌خط 'BS را در D نصف کنید و نیم دایره b 2 را حول D رسم کنید. یک خط مستقیم از O تا C تا نیم دایره b 2 بکشید و آن را با E نام‌گذاری کنید. b 2 در E نصف شده‌است. پاره خط OE میانگین بین 'OS و OB است که میانگین هندسی نیز نامیده می‌شود. پاره خط EO از O ادامه دهید و EO را دو برابر طولش ادامه دهید و به اندازه طولش نقاط F و A 1 را جدا کنید؛ بنابراین طول پاره خط EA۱ با مقدار تقریبی توصیف شده در بالا، یعنی {\displaystyle \pi }، نصف محیط دایره برابر است. پاره خط EA۱ را در G نصف کنید و نیم دایره b 3 را حول G رسم کنید. به اندازه طول پاره‌خط OB در امتداد پاره خطEA۱ به سمت A 1 بروید و آن را H بنامید. یک خط عمود از H تا نیم دایره b 3 روی EA۱ رسم کنید. آن را B 1 بنامید. A 1 را به B 1 وصل‌کنید. در نتیجه ضلع جستجوی a از مربع A 1 B 1 C 1 D 1 ساخته می‌شود که تقریباً مساحت دایره داده شده را دارد.
مثال‌هایی برای نشان دادن خطاها:
- در دایره ای به شعاع ۱۰۰۰۰ کیلومتر، خطا طول ضلع -۲٫۸ میلی‌متر است
- در مورد دایره ای با شعاع ۱متر، خطای مساحت -۰٫۱ میلی‌متر مربع است.

### ترسیم با استفاده از نسبت طلایی

ترسیم تقریبی با استفاده از نسبت طلایی

- در سال ۱۹۹۱، رابرت دیکسون ترسیمی برای

{\displaystyle {\frac {6}{5}}\cdot \left(1+\varphi \right)=3.141\;{\color {red}640\;\ldots },}
ارائه‌داد به طوریکه {\displaystyle \varphi } نسبت طلایی است. سه رقم اعشار آن با سه رقم {\displaystyle \pi } برابر است
- ترسیم تقریبی با استفاده از نسبت طلایی{\displaystyle {\sqrt {{\overline {AE}}+1+{\tfrac {1}{5}}\cdot (1+{\overline {AE}})}}={\sqrt {AG}}=a\approx {\sqrt {\pi }}}اگر شعاع {\displaystyle r=1} و ضلع مربع

{\displaystyle a={\sqrt {{\frac {6}{5}}\cdot \left(1+\varphi \right)}}={\sqrt {\varphi +1+{\frac {1}{5}}\cdot \left(1+\varphi \right)}}=1.772\;4{\color {red}67\;\ldots }}
فرمول دوم تعمیم یافته، توالی مراحل را، برای ساخت مربع (مربع برابر با مساحت دایره) نشان می‌دهد (تصویر روبرو را ببینید). چهار رقم اعشار آن با ریشه‌دوم {\displaystyle \pi } یکسان است.

## ترببع یا مربع‌سازی به عنوان انتگرال‌گیری
پیدا کردن مساحت زیر یک منحنی، به عنوان مسئله انتگرال در حساب دیفرانسیل و انتگرال شناخته شده، یا به اسم مسئله مربع‌سازی در آنالیز عددی، و قبلاً از آن (مسئله انتگرال) به عنوان تربیع، پیش از اختراع حساب دیفرانسیل و انتگرال، یاد می‌شد. از آنجایی که تکنیک‌های حساب دیفرانسیل و انتگرال ناشناخته بودند، معمولاً فرض بر این بود که تربیع باید از طریق ساختارهای هندسی، یعنی توسط خط‌کش‌وپرگار، انجام شود. به عنوان مثال، نیوتن در سال ۱۶۷۶ به اولدنبورگ نوشت: «من معتقدم که لایب‌نیتس از قضیه ای که در ابتدای حرف من صفحه ۴ است برای تربیع خطوط منحنی هندسی بدش نخواهد آمد.» (تأکید شده‌است). پس از آنکه نیوتن و لایب‌نیتس حساب دیفرانسیل و انتگرال را اختراع کردند، هنوز از مسئله انتگرال به عنوان تربیع منحنی یاد می‌کردند.

## ادعاهای تربیع دایره

### ارتباط با مشکل طول جغرافیایی
اثبات ریاضی مبنی بر غیرممکن بودن مربعات دایره تنها با استفاده از خط‌کش‌وپرگار، مانعی برای بسیاری از افرادی که سال‌ها روی این مسئله سرمایه‌گذاری کرده‌اند، نبوده‌است. تربیع دایره به ادعای نوابیغ معروف است(همچنین به شبه ریاضیات مراجعه کنید). فیلسوف انگلیسی توماس هابز در سنین پیری خود را متقاعد کرد که در تربیع دایره موفق بوده‌است، ادعایی که توسط جان والیس به عنوان بخشی از مناقشه هابز و والیس رد شد.

در طول قرن ۱۸ و ۱۹، به نظر می‌رسد این تصور که مسئله تربیع دایره به‌نحوی با مشکل طول جغرافیایی مرتبط است، در میان تربیع‌کنندگان دایره احتمالی رایج شده‌است. آگوستوس دمورگان با استفاده از کلمه «سیکلومتر» برای تربیع‌کنندگان دایره در سال ۱۸۷۲ نوشت:
مونتوکلا به زبان فرانسوی می‌گوید که سه مفهوم را در میان سیکلومترها رایج می‌یابد: ۱. اینکه پاداش بزرگی برای موفقیت آن ارائه‌شده‌است. ۲. اینکه مشکل طول جغرافیایی به حل آن بستگی دارد. ۳. راه حل پایان بزرگ و شیء هندسه است. همین سه مفهوم در میان یک طبقه در انگلستان به یک اندازه رایج است. هیچ جایزه ای از سوی دولت هیچ کشوری ارائه نشده‌است.
اگرچه از سال ۱۷۱۴ تا ۱۸۲۸، دولت بریتانیا در واقع از یک جایزه ۲۰۰۰۰ پوندی برای یافتن راه حلی برای مسئله طول جغرافیایی حمایت کرد، اما دلیل ایجاد ارتباط آن مسئله با تربیع دایره مشخص نیست. به ویژه از آنجایی که دو روش غیر هندسی (روش نجومی فواصل قمری و کرونومتر مکانیکی) در اواخر دهه ۱۷۶۰ کشف شد، هیئت طول جغرافیایی پیشنهادهای زیادی دریافت کرد، از جمله: تعیین طول جغرافیایی با «تربیع کردن دایره»، با این حال هیئت مدیره «هیچ توجهی» به آن نکرد. دمورگان ادامه می‌دهد که «مسئله طول جغرافیایی به هیچ وجه به راه حل کامل تربیع دایره بستگی ندارد؛ تقریب‌های موجود دقت بسیار بیشتری از آنچه که می‌خواستیم به ما داده‌اند.» دمورگان در کتاب خود همچنین به دریافت نامه‌های تهدیدآمیز زیادی از سوی دایره‌بازان احتمالی اشاره می‌کند که او را به تلاش برای «فریب دادن آنها برای نرسیدن به جایزه‌شان» متهم می‌کنند.

### سایر ادعاهای مدرن

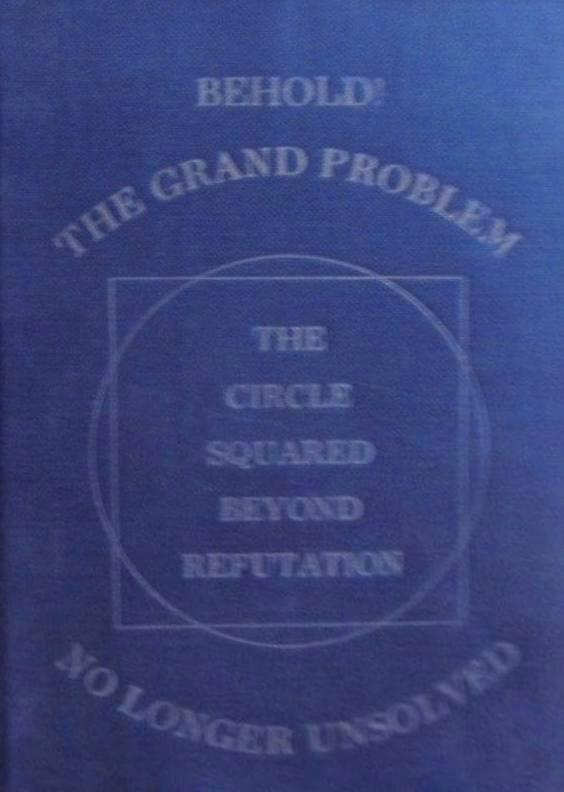
کتاب هایزل ۱۹۳۴

حتی پس از اینکه عدم امکان حل مسئله اثبات شد، در سال ۱۸۹۴، ریاضیدان آماتور ادوین جی گودوین ادعا کرد که روشی برای تربیع دایره ایجاد کرده‌است. تکنیکی که او توسعه داد، دایره را دقیقاً تربیع نمی‌کند، و یک مساحت نادرست از دایره را ارائه می‌کند که اساساً پی را برابر با ۳٫۲ بازتعریف خواهدکرد. گودوین سپس لایحه ایندیانا پی را در مجلس قانونگذاری ایالت ایندیانا پیشنهاد کرد که به ایالت اجازه می‌داد از روش او در آموزش استفاده کند بدون اینکه حق امتیازی به او بپردازدند. این لایحه بدون هیچ اعتراضی در مجلس ایالتی تصویب شد، اما این لایحه در سنا مطرح شد و هرگز در سنا به رای گذاشته نشد، زیرا مطبوعات روشش را مسخره کردند.
کارل تئودور هایزل، نابغه ریاضی نیز در کتاب خود در سال ۱۹۳۴ ادعا کرد که دایره را تربیع کرده‌است، «ببین! مسئله بزرگ، حل نشده باقی نمانده‌است: دایره تربیع‌شده فراتر از رد کردن» پل هالموس از این کتاب به عنوان «کتاب کلاسیک نوابیغ» یاد کرد.
در سال ۱۸۵۱، جان پارکر کتابی به نام Quadrature of the Circle منتشر کرد که در آن ادعا کرد دایره را تربیع کرده‌است. روش او در واقع تقریبی از {\displaystyle \pi } تا شش رقم است.

## در ادبیات

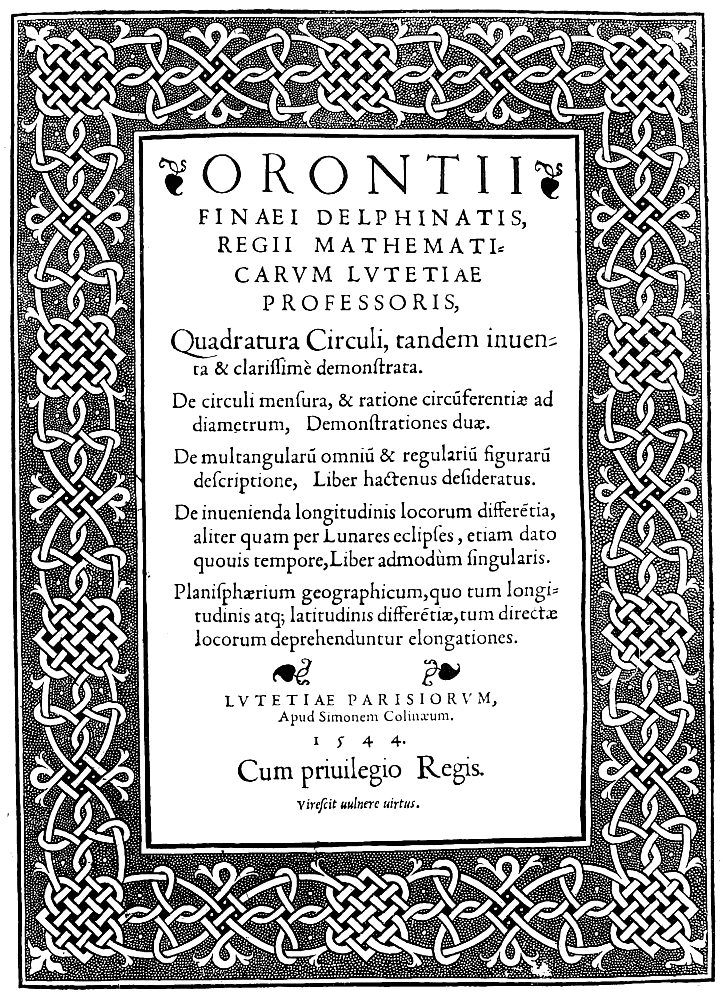
Oronce Finé، Quadratura circuli, 1544

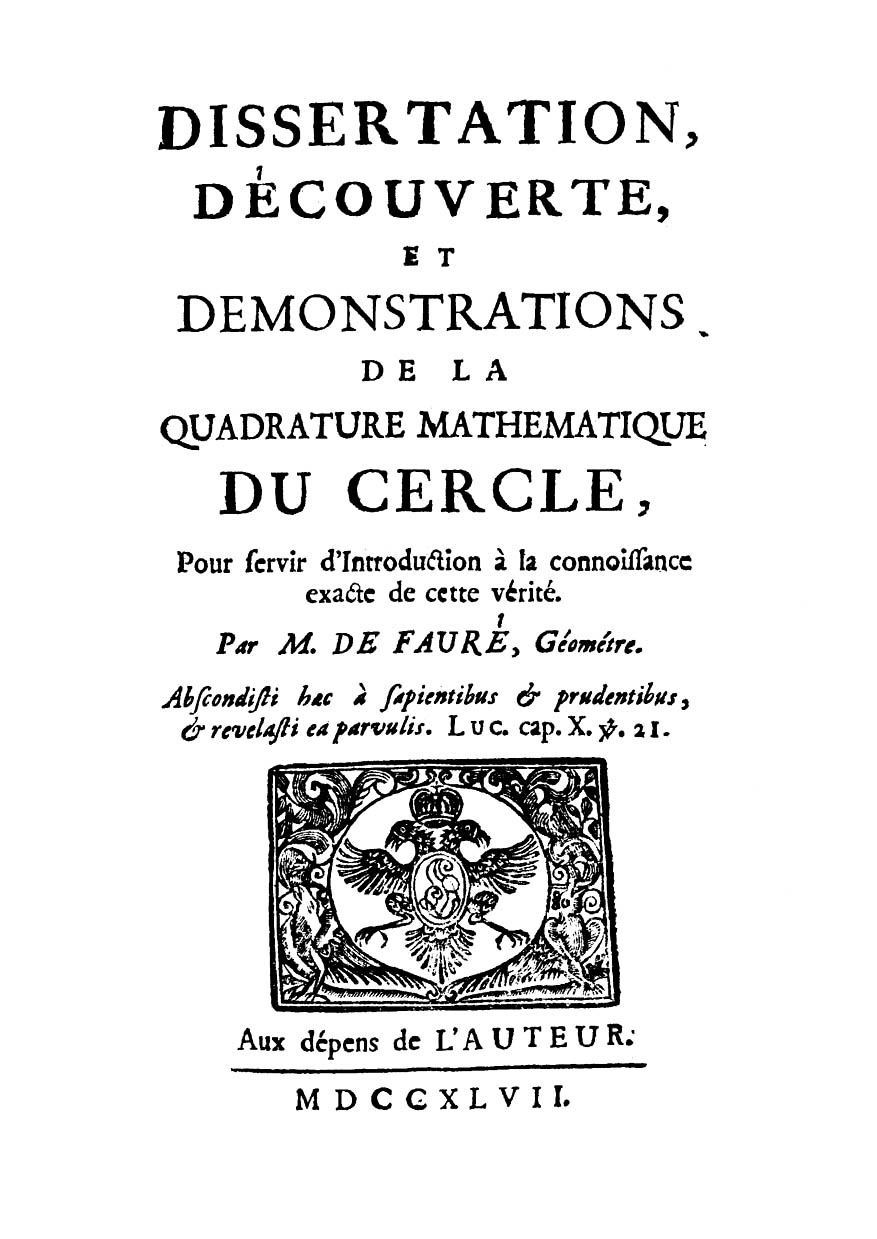
JP de Faurè, Dissertation, découverte, et demonstrations de la quadrature matheatique du cercle, 1747

مسئله تربیع دایره توسط شاعرانی مانند دانته و الکساندر پوپ با معانی استعاری‌ای متنوع ذکر شده‌است. استفاده ادبی آن حداقل به سال ۴۱۴ قبل از میلاد برمی گردد، زمانی که نمایشنامه پرندگان اثر آریستوفان برای اولین بار اجرا شد. در آن، شخصیت متون آتن از تربیع دایره برای نشان دادن ماهیت متناقض شهر اتوپیایی خود یاد می‌کند.
بهشت دانته، canto XXXIII، سطرهای ۱۳۳–۱۳۵، حاوی نظم‌های زیر است:
As the geometer his mind applies

To square the circle, nor for all his wit

Finds the right formula, howe'er he tries
معنی شعر این است: به جای استفاده از هندسه، از ذهنش استفاده می‌کند تا دایره را تربیع کند و این به خاطر هوشش نیست که می‌خواهد فرمول صحیح پیدا کند اگرچه تلاش می‌کند.
برای دانته، تربیع دایره را کاری فراتر از ادراک انسانی را نشان می‌دهد و آن را با ناتوانی خود در درک بهشت مقایسه می‌کند.

در سال 1742، زمانی که الکساندر پوپ چهارمین کتاب خود، دانسیاد، را منتشر کرد، تلاش‌هایش برای تربیع دایره به عنوان «وحشی و بی‌ثمر» تلقی می‌شد:
Mad Mathesis alone was unconfined,

Too mad for mere material chains to bind,

Now to pure space lifts her ecstatic stare,

Now, running round the circle, finds it square.
معنی: مد مثیس تنها، ناآگاه بود و بسیار دیوانه تا مواد زنجیرها را به هم پیوند دهد. اکنون دنیای سره حالت نشئگی‌اش را بلند کرد و اکنون او دور دایره می‌دود و تربیع دایره را پیدا می‌کند.
به طور مشابه، در یک نمایش اپرا طنز از گیلبرت و سالیوان به‌نام پرنسس آیدا دارای آهنگی است که به صورت طنز اهداف غیرممکن دانشگاه زنان را که توسط شخصیت اصلی اداره می‌شود، مانند یافتن حرکت دائمی فهرست کرده‌است. یکی از این اهداف، دایره‌ای بود که آن‌ها (مدیران دانشگاه زنان) در یک روز آفتابی مربع‌اش خواهند کرد.
سستینا شکلی شاعرانه است که برای اولین بار در قرن دوازدهم توسط آرنو دانیل استفاده شد. گفته می‌شود که دایره را با استفاده از مربع سطور (شش بند از شش سطر) که با طرح دایره‌ای از شش کلمه تکرار شده، تربیع می‌کند(اسپانوس ۱۹۷۸). می‌نویسد که این شکل معنای نمادینی را نشان می‌دهد که در آن دایره به معنای بهشت و مربع نشان دهنده زمین است. استعاره مشابهی از «تربیع دایره»، در داستان کوتاهی در ۱۹۰۸ توسط هنری، در مورد یک خصومت خانوادگی طولانی‌مدت استفاده شد. در عنوان این داستان، دایره نشان دهنده جهان طبیعی است، در حالی که مربع نشان دهنده شهر، جهان انسان، است.
در آثار دیگر، تربیع کنندگان دایره، افرادی مانند لئوپولد بلوم در رمان اولیس اثر جیمز جویس یا وکیل پاراوانت در رمان کوه جادوی اثر توماس مان، متوهمان یا رویاپردازان غیردنیایی دیده می‌شوند که از محال بودن ریاضی آن (تربیع دایره) بی‌اطلاع هستند و برای نتیجه (تربیع دایره) خود نقشه‌های بزرگی می‌کشند ولی هرگز نقشه‌هایشان عملی نمی‌شود.